# Robert Middlekauff
Robert Lawrence Middlekauff (5 juillet 1929 – 10 mars 2021) est un historien américain, professeur d'histoire coloniale et des débuts des États-Unis à l'Université de Californie à Berkeley.

## Biographie
En 1983, Middlekauff devient président de la Bibliothèque Huntington de Saint-Marin, en Californie, jusqu'en 1987. Il est élu à l'Académie américaine des arts et des sciences en 1984. En 1987, Middlekauff devient professeur à l'Université de Californie à Berkeley.
Middlekauff est surtout connu pour The Glorious Cause, une histoire de la guerre d'indépendance américaine, finaliste pour le prix Pulitzer en 1983. Il est professeur Harold Vyvyan Harmsworth d'histoire américaine en 1996-1997. En 1997, il est élu à la Société américaine de philosophie en 1997.
Il est né à Yakima, Washington et est décédé à l'âge de 91 ans des complications d'un accident vasculaire cérébral le 10 mars 2021 à Pleasanton, en Californie,
.